# Haussimont
Haussimont település Franciaországban, Marne megyében. Lakosainak száma 139 fő (2022. január 1.). Haussimont Bussy-Lettrée, Montépreux, Sommesous és Vassimont-et-Chapelaine községekkel határos.

## Népesség
A település népességének változása:
| Lakosok száma | 139  | 157  | 170  | 163  | 146  | 141  | 140  | 139  | 139  | 139  |
|               | 1968 | 1982 | 1990 | 2006 | 2013 | 2015 | 2017 | 2019 | 2020 | 2022 |